# Pietro Basejo
Pietro Basejo, italianisiert auch Pietro Baseggio († vor Januar 1355), war ein venezianischer Baumeister und Bildhauer. 

## Leben

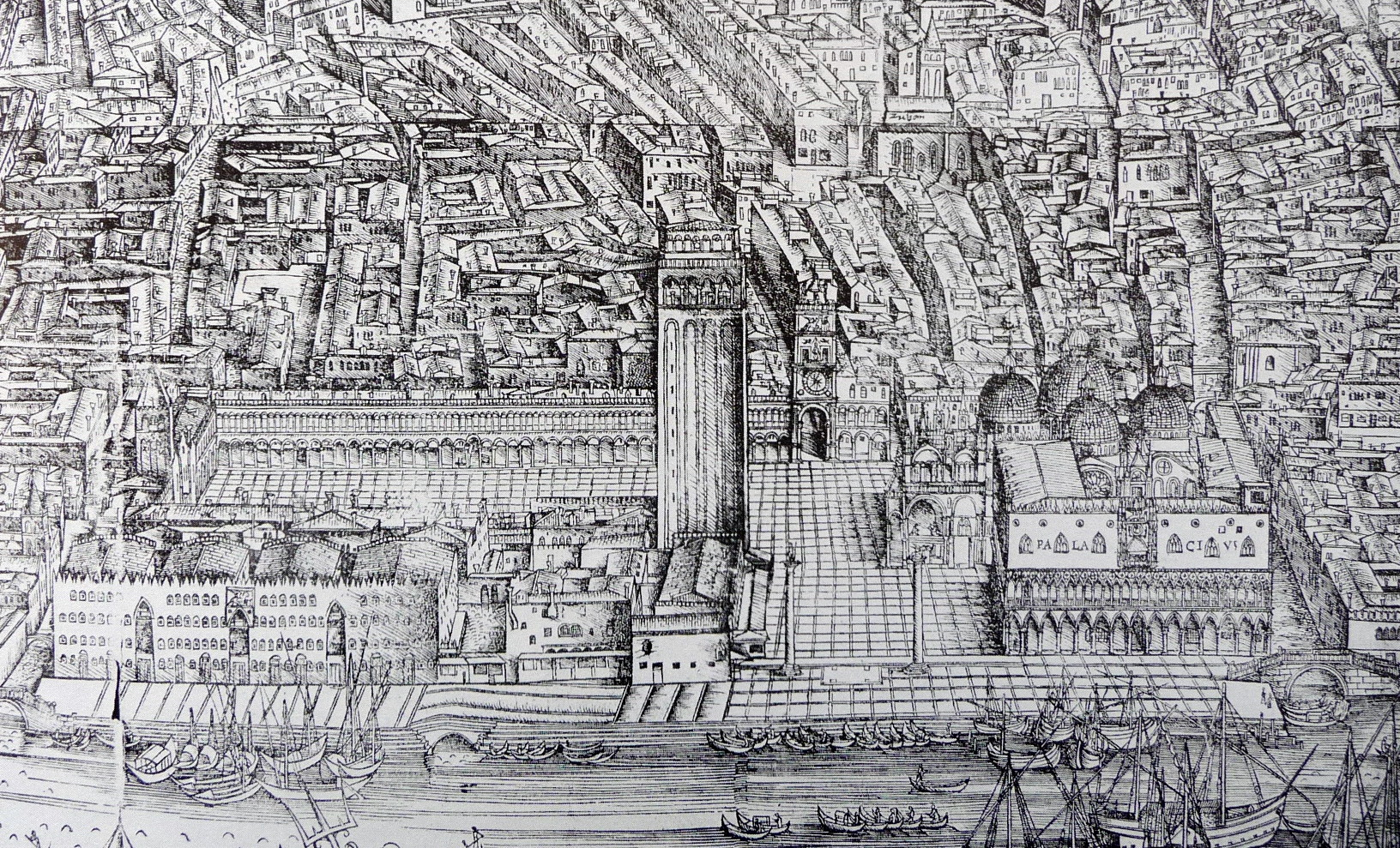
Ausschnitt aus dem Plan des Jacopo de’ Barbari mit dem Markusplatz im Mittelpunkt, rechts der Dogenpalast mit der ursprünglichen Seefassade, um 1500

Basejos Lebensdaten sind nicht genau bekannt. In einem Dokument des Dogenpalasts vom 16. September 1361 erscheint er als „magister prothus Palacii nostri novi“. Aus dem Zusammenhang geht immerhin hervor, dass er zu diesem Zeitpunkt bereits einige Jahre tot war. Darüber hinaus geht daraus hervor, dass er der Baumeister war – oder einer von mehreren –, dem der vollständige Umbau der Fassade des Dogenpalasts oblag, nämlich derjenigen, die zum Bacino di San Marco, also nach Süden, weist. Dazu wurde der zuvor byzantinisch geprägte Bau vollständig in gotischem Stil umgebaut und um ein Stockwerk vergrößert. Dieses neue Stockwerk sollte den stark angewachsenen Großen Rat aufnehmen, die Versammlung des erwachsenen, männlichen Adels, und dem zuvor vorhandenen baulichen Ensemble Einheitlichkeit verleihen.
Die Arbeiten an dem repräsentativen Gebäude dauerten zunächst von 1340 bis 1365, nur unterbrochen durch den ersten Ausbruch der Pest im Jahr 1348. Mit Basejo arbeitete Filippo Calendario zusammen, der im Zusammenhang mit der Verschwörung des Marino Falier hingerichtet wurde. Calendario war möglicherweise ein Schwager Basejos. Basejo starb wohl schon im Jahr vor der Verschwörung.